# Sebastian Andersson
Pour les articles homonymes, voir Andersson.
Sebastian Andersson, né le 15 juillet 1991 à Ängelholm en Suède, est un footballeur international suédois qui évolue au poste d'avant-centre.

## Biographie

### En club

#### Débuts en Suède (1996-2017)
Natif d'Ängelholm en Suède, Sebastian Andersson est formé par le club de sa ville natale, l'Ängelholms FF, où il réalise une grande partie de sa formation. Le club évolue en Superettan lorsqu'il fait sa première apparition en professionnel, le 15 mai 2010, à l'occasion d'un match de championnat face au Landskrona BoIS (défaite 0-1 d'Ängelholms). Il évolue pendant deux ans sous les couleurs de son club formateur. Il se distingue lors de l'année 2011, en inscrivant 12 buts en 28 matchs de Superettan. Cette saison là, il inscrit deux doublés, lors de la réception de l'IF Brommapojkarna, puis sur la pelouse de l'Östers IF. 
Il s'engage ensuite en janvier 2012 avec le club du Kalmar FF. C'est avec ce club qu'il découvre l'Allsvenskan, l'élite du football suédois. Avec Kalmar, il a du mal à s'imposer, avec seulement trois buts inscrits en Allsvenskan.
Après deux ans et demi à Kalmar, Andersson rejoint le club de Djurgårdens IF, où il passe également trois ans et demi. Avec cette équipe, il est l'auteur de deux triplés : tout d'abord le 25 août 2014, sur la pelouse de l'IF Brommapojkarna (victoire 0-4), puis le 31 octobre 2015, lors de la réception du GIF Sundsvall (victoire 4-2). 
Andersson s'engage ensuite en faveur de l'IFK Norrköping en mars 2016, et y brille en inscrivant 14 buts dont trois doublés lors de la saison 2016. Il marque son premier doublé le 11 septembre, à l'occasion de la réception du Jönköpings Södra (victoire 5-1). Son deuxième doublé est inscrit le 21 septembre 2016, lors d'un déplacement à Östersunds (victoire 0-2) et son troisième doublé à l'occasion de la réception de l'IFK Göteborg, lors de la 30e et dernière journée (victoire 3-1).

#### FC Kaiserslautern (2017-2018)
Le 31 août 2017, lors du dernier jour du mercato estival, Sebastian Anderson rejoint l'Allemagne et s'engage en faveur du FC Kaiserslautern, club évoluant en deuxième division. Il joue son premier match sous ses nouvelles couleurs le 9 septembre 2017, face à Holstein Kiel. Titulaire, Andersson réussit à marquer son premier but pour son premier match, égalisant d'une frappe du droit alors que son équipe est menée d'un but. Toutefois, cette réalisation ne permet pas à Kaiserslautern d'obtenir un résultat et son équipe perd la rencontre (2-1). Le 29 septembre suivant, il réalise un triplé en championnat face à Greuther Fürth, donnant par la même occasion la victoire à son équipe (3-0). Il est ensuite l'auteur d'un doublé le 27 avril 2018, sur la pelouse de l'Arminia Bielefeld, mais cela reste insuffisant pour remporter la rencontre (défaite 3-2). Cette saison, il inscrit un total de 12 buts en championnat.

#### Union Berlin (2018-2020)
Après une saison réussie au FC Kaiserslautern, Sebastian Andersson rejoint l'Union Berlin pour un contrat de deux ans ; le transfert étant annoncé le 14 juin 2018. Il joue son premier match sous ses nouvelles couleurs le 5 août 2018, lors de la première journée de la saison 2018-2019 face au FC Erzgebirge Aue. Il est titularisé et son équipe s'impose par un but à zéro.
Avec l'Union Berlin, il inscrit deux doublés en deuxième division lors de la saison 2018-2019, tout d'abord lors de la réception du FC Sankt Pauli le 26 août (victoire 4-1), puis lors de la venue du SV Darmstadt 98 le 1er décembre$5 (victoire 3-1). Il termine une nouvelle fois la saison avec 12 buts à son compteur.
Andersson participe à la montée historique du club en Bundesliga, découvrant donc l'élite du football allemand en même temps que l'Union Berlin lors de la saison 2019-2020. Il joue son premier match dans l'élite lors de la première journée le 18 août 2019, avec à la clé une lourde défaite de l'Union contre le RB Leipzig (0-4). Il marque son premier but dès le match suivant, face au FC Augsbourg le 24 août, permettant à son équipe d'arracher le point du match nul (1-1). Le 9 novembre, il inscrit son premier doublé en Bundesliga, sur la pelouse du 1. FSV Mayence 05 (victoire 2-3). Un mois plus tard, il inscrit un nouveau doublé lors de la réception du FC Cologne (victoire 2-0).

#### FC Cologne (2020-2023)
Le 15 septembre 2020, Sebastian Andersson rejoint le FC Cologne. Il s'engage pour un contrat de trois saisons et le transfert est estimé à environ six millions d'euros. Alors que Cologne lutte pour son maintien, Andersson se blesse au mois de décembre 2020 et est absent pour une durée indéterminée. Il fait son retour à la compétition le 3 avril 2021 lors d'une rencontre de championnat face au VfL Wolfsburg. Il entre en jeu à la place de Jonas Hector et son équipe s'incline par un but à zéro.
Souvent blessé lors de son passage au FC Cologne, Sebastian Andersson ne joue notamment aucun match lors de la saison 2022-2023 en raison de ses pépins physiques. Il quitte alors le club librement à l'été 2023, étant en fin de contrat. Son départ est officialisé le 30 mai 2023.

#### FC Nuremberg (2024-)
Sebastian Andersson retrouve un club le 16 janvier 2024 en signant en faveur du FC Nuremberg, club qui l'avait mis à l'essai depuis quelques jours. Le contrat est d'une durée de six mois et basé sur la performance sur la saison pour un éventuel renouvellement,.
Sans club depuis son départ libre de Nuremberg à l'été 2024, Sebastian Andersson décide officiellement de mettre un terme à sa carrière professionnel le 13 février 2025. Il est alors âgé de 33 ans.

### En sélection
Sebastian Andersson honore sa première sélection avec l'équipe nationale de Suède le 8 janvier 2017 contre la Côte d'Ivoire (défaite 1-2 de la Suède). Lors de sa deuxième sélection, le 12 janvier suivant, Andersson réalise un doublé lors de la large victoire des Suédois contre la Slovaquie (6-0). 
Sebastian Andersson participe ensuite aux éliminatoires de l'Euro 2020. À cette occasion, il inscrit un but contre les îles Féroé, le 18 novembre 2019 (victoire 3-0).

## Statistiques
| Saison                | Club                  | Championnat           | Championnat | Championnat | Championnat | Coupe(s) nationale(s) | Coupe(s) nationale(s) | Coupe(s) nationale(s) | Compétition(s) continentale(s) | Compétition(s) continentale(s) | Compétition(s) continentale(s) | Compétition(s) continentale(s) | Barrages | Barrages | Barrages | Total | Total | Total |
| Saison                | Club                  | Division              | M.          | B.          | P.d.        | M.                    | B.                    | P.d.                  | Comp.                          | M.                             | B.                             | P.d.                           | M.       | B.       | P.d.     | M.    | B.    | P.d.  |
| 2010                  | Ängelholms FF         | Superettan            | 22          | 5           | 3           | 1                     | 0                     | 0                     | -                              | -                              | -                              | -                              | -        | -        | -        | 23    | 5     | 3     |
| 2011                  | Ängelholms FF         | Superettan            | 28          | 12          | 3           | -                     | -                     | -                     | -                              | -                              | -                              | -                              | 2        | 2        | 0        | 30    | 14    | 3     |
| Sous-total            | Sous-total            | Sous-total            | 50          | 17          | 6           | 1                     | 0                     | 0                     | -                              | -                              | -                              | -                              | 2        | 2        | 0        | 53    | 19    | 6     |
| 2012                  | Kalmar FF             | Allsvenskan           | 25          | 1           | 1           | 4                     | 4                     | 0                     | C3                             | 6                              | 1                              | 2                              | -        | -        | -        | 35    | 6     | 3     |
| 2013                  | Kalmar FF             | Allsvenskan           | 15          | 0           | 0           | -                     | -                     | -                     | -                              | -                              | -                              | -                              | -        | -        | -        | 15    | 0     | 0     |
| 2014                  | Kalmar FF             | Allsvenskan           | 12          | 2           | 1           | -                     | -                     | -                     | -                              | -                              | -                              | -                              | -        | -        | -        | 12    | 2     | 1     |
| Sous-total            | Sous-total            | Sous-total            | 52          | 3           | 2           | 4                     | 4                     | 0                     | -                              | 6                              | 1                              | 2                              | -        | -        | -        | 62    | 8     | 4     |
| 2014                  | Djurgårdens IF        | Allsvenskan           | 13          | 6           | 0           | 1                     | 1                     | 0                     | -                              | -                              | -                              | -                              | -        | -        | -        | 14    | 7     | 0     |
| 2015                  | Djurgårdens IF        | Allsvenskan           | 22          | 7           | 4           | 4                     | 4                     | 0                     | -                              | -                              | -                              | -                              | -        | -        | -        | 26    | 11    | 4     |
| Sous-total            | Sous-total            | Sous-total            | 35          | 13          | 4           | 5                     | 5                     | 0                     | -                              | -                              | -                              | -                              | -        | -        | -        | 40    | 18    | 4     |
| 2016                  | IFK Norrköping        | Allsvenskan           | 30          | 14          | 5           | -                     | -                     | -                     | C1                             | 2                              | 3                              | 0                              | -        | -        | -        | 32    | 17    | 5     |
| 2017                  | IFK Norrköping        | Allsvenskan           | 21          | 6           | 1           | 7                     | 2                     | 3                     | C3                             | 4                              | 3                              | 3                              | -        | -        | -        | 32    | 11    | 7     |
| Sous-total            | Sous-total            | Sous-total            | 51          | 20          | 6           | 7                     | 2                     | 3                     | -                              | 6                              | 6                              | 3                              | -        | -        | -        | 64    | 28    | 12    |
| 2017-2018             | FC Kaiserslautern     | 2. Bundesliga         | 29          | 12          | 4           | 1                     | 0                     | 0                     | -                              | -                              | -                              | -                              | -        | -        | -        | 30    | 12    | 4     |
| Sous-total            | Sous-total            | Sous-total            | 29          | 12          | 4           | 1                     | 0                     | 0                     | -                              | -                              | -                              | -                              | -        | -        | -        | 30    | 12    | 4     |
| 2018-2019             | Union Berlin          | 2. Bundesliga         | 34          | 12          | 6           | 2                     | 1                     | 0                     | -                              | -                              | -                              | -                              | 2        | 0        | 1        | 38    | 13    | 7     |
| 2019-2020             | Union Berlin          | Bundesliga            | 33          | 12          | 3           | 3                     | 1                     | 0                     | -                              | -                              | -                              | -                              | -        | -        | -        | 36    | 13    | 3     |
| Sous-total            | Sous-total            | Sous-total            | 67          | 24          | 9           | 5                     | 2                     | 0                     | -                              | -                              | -                              | -                              | 2        | 0        | 1        | 74    | 26    | 10    |
| 2020-2021             | FC Cologne            | Bundesliga            | 16          | 3           | 1           | -                     | -                     | -                     | -                              | -                              | -                              | -                              | 1        | 0        | 0        | 17    | 3     | 1     |
| 2021-2022             | FC Cologne            | Bundesliga            | 25          | 3           | 0           | 3                     | 0                     | 0                     | -                              | -                              | -                              | -                              | -        | -        | -        | 28    | 3     | 0     |
| 2022-2023             | FC Cologne            | Bundesliga            | -           | -           | -           | -                     | -                     | -                     | C4                             | -                              | -                              | -                              | -        | -        | -        | 0     | 0     | 0     |
| Sous-total            | Sous-total            | Sous-total            | 42          | 6           | 1           | 3                     | 0                     | 0                     | -                              | 0                              | 0                              | 0                              | 2        | 2        | 0        | 47    | 8     | 1     |
| 2023-2024             | FC Nuremberg          | 2. Bundesliga         | 1           | 0           | 0           | -                     | -                     | -                     | -                              | -                              | -                              | -                              | -        | -        | -        | 1     | 0     | 0     |
| Sous-total            | Sous-total            | Sous-total            | 1           | 0           | 0           | 0                     | 0                     | 0                     | -                              | 0                              | 0                              | 0                              | 0        | 0        | 0        | 1     | 0     | 0     |
| Total sur la carrière | Total sur la carrière | Total sur la carrière | 324         | 95          | 32          | 26                    | 13                    | 3                     | -                              | 12                             | 7                              | 5                              | 6        | 4        | 1        | 368   | 119   | 41    |

## Palmarès
Néant